# Pool génique
Un pool génique, pool de gènes , pool génétique (en français européen) ou bassin génétique (en français canadien) est constitué par l'ensemble des gènes, ou information génétique, possédés en commun par les membres d'une population d'organismes sexuellement compatibles.

## Description
Un pool génétique étendu indique une diversité génétique importante, qui est associée à des populations robustes capables de survivre à des épisodes de sélection intense. Au contraire, une diversité génétique faible (cf. consanguinité et goulet d'étranglement de population) peut entraîner une réduction de la valeur sélective et une probabilité accrue d'extinction, bien que, comme l'explique la dérive génétique, de nouvelles variantes génétiques, susceptibles d'entraîner une augmentation de la  forme physique des organismes, ont une plus grande probabilité de se fixer dans la population si elles sont plutôt petites.
Lorsque tous les individus d'une population sont identiques pour un trait phénotypique particulier, la population est dite « monomorphe ». Lorsque les individus présentent plusieurs variantes d'un trait particulier, ils sont dits «  polymorphes ».

## Histoire
Le généticien russe Alexandre Sergueïevitch Serebrovsky a d'abord formulé le concept dans les années 1920 sous le nom de « genofond » (fonds de gènes), terme forgé en Union soviétique et importé aux États-Unis  par Theodosius Dobjansky, qui l'a traduit en anglais sous le nom de « gene pool »

## Concept de pool génique en sélection végétale
J.R. Harlan et Johannes M. J. De Wet (1971) ont proposé de classer chaque plante cultivée et ses espèces apparentées par pool de gènes, subdivisés en 3 niveaux, plutôt que dans le cadre de la taxinomie formelle.
1. Pool de gènes primaire (GP-1) : les membres de ce groupe appartiennent probablement à la même « espèce » (selon l'acception biologique classique) et peuvent se croiser librement. Harlan et de Wet ont écrit : « Parmi les formes de ce pool de gènes, le croisement est facile ; les hybrides sont généralement fertiles avec un bon appariement des chromosomes ; la ségrégation des gènes est à peu près normale et le  transfert de gène est généralement facile »[2]. Ils ont également proposé de subdiviser chaque pool de gènes des plantes cultivées en deux :
  - sous-espèce A : races (variétés) cultivées ;
  - sous-espèce B : races (variétés) spontanées (sauvages ou adventices).
2. Pool de gènes secondaire (GP-2) : les membres de ce groupe appartiennent probablement à des espèces différentes de celles de la plante cultivée considérée (pool de gènes primaire). Cependant, ces espèces sont étroitement liées et peuvent se croiser et produire au moins quelques hybrides fertiles. Comme on pouvait s'y attendre de membres d'espèces différentes, il existe des barrières reproductives entre les membres des pools de gènes primaires et secondaires :
  - les hybrides peuvent être faibles ;
  - les hybrides peuvent être partiellement stériles ;
  - les chromosomes peuvent s'apparier difficilement ou pas du tout ;
  - la récupération des phénotypes souhaités  dans les générations suivantes peut être difficile
  - cependant, « le pool de gènes est disponible pour être utilisé, sous condition toutefois que le sélectionneur ou le généticien soit prêt à déployer les efforts nécessaires »[2].
3. Pool de gènes tertiaire (GP-3) : les membres de ce groupe sont plus éloignés des membres du pool de gènes primaire. Les pools de gènes primaires et tertiaires peuvent être croisés, mais le transfert de gènes entre eux est impossible sans l'utilisation de « mesures assez extrêmes ou radicales » [2] telles que :
  - sauvetage d'embryons (ou culture d'embryons, forme  culture d'organes végétaux) ;
  - polyploïdie induite (doublement des chromosomes) ;
  - hybridation somatique (par exemple, avec des membres du pool de gènes secondaire).